# Goldelektrolyt

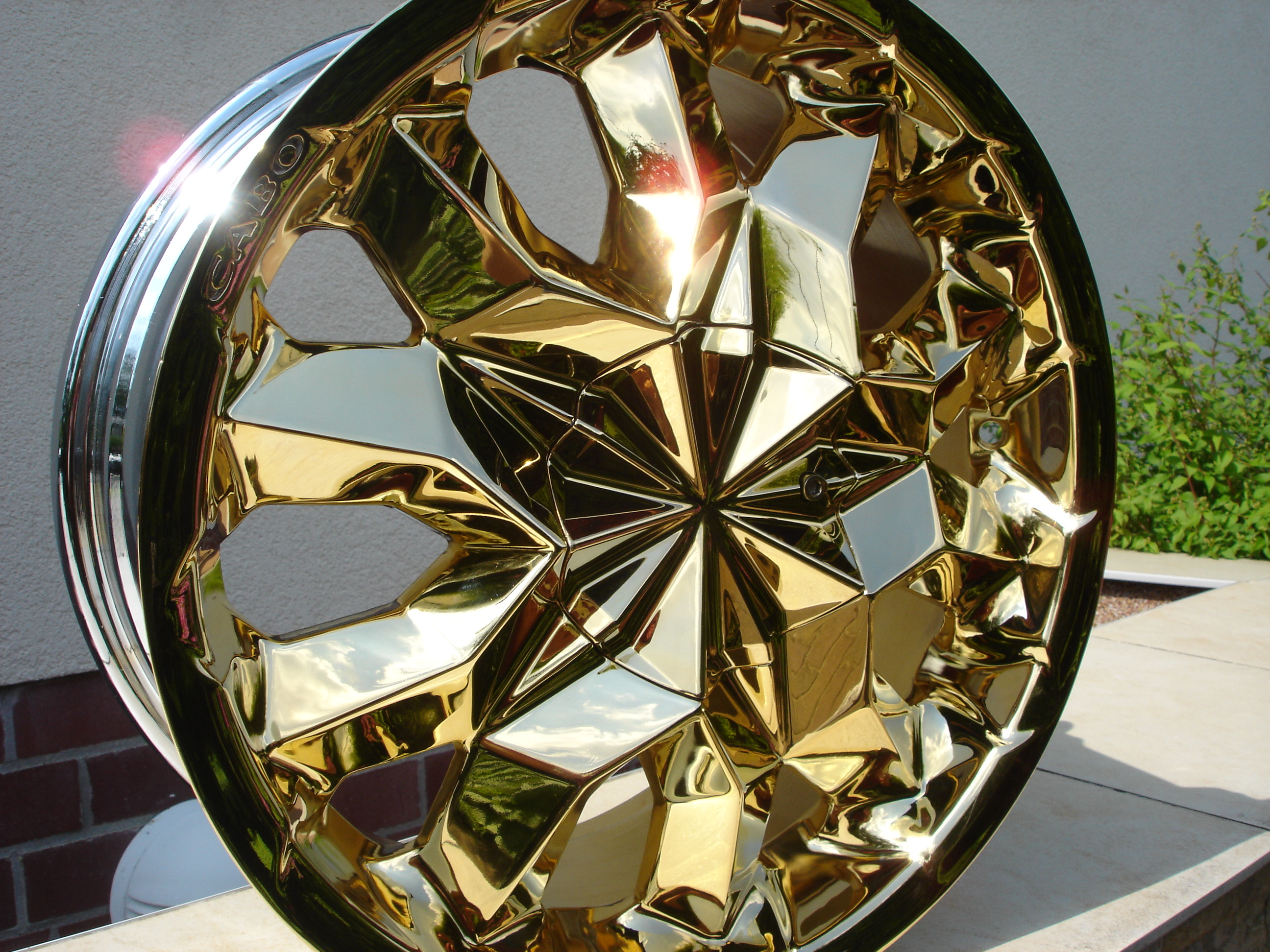
Galvanisch vergoldete Autofelge

Goldelektrolyte sind elektrisch leitende, in der Praxis meist wässrige Lösungen von Goldsalzen, die beim Vergolden und bei der Erzeugung von reinem Gold im industriellen Maßstab in Affinerien eine wichtige Rolle spielen. Die meisten modernen Goldelektrolyte basieren auf dem Cyanokomplex des einwertigen Goldes in der Form von Kaliumdicyanoaurat(I). Seltener werden auch Elektrolyte auf der Basis von Kaliumtetracyanoaurat(III) oder des Sulfitokomplexes verwendet.
Die verschiedenen Goldelektrolyte lassen sich in folgende Gruppen einteilen:

## Alkalisch-cyanidhaltige Goldelektrolyte
Diese Elektrolyte gehören zu den ältesten Goldelektrolyten. Das Gold ist als Kaliumdicyanoaurat enthalten. Cyanidhaltige Bäder stellen besondere Anforderungen an die Arbeitssicherheit (Umgang mit giftigen Stoffen) und die fachgerechte Entgiftung bzw. Entsorgung von Abwässern. Kaliumdicyanoaurat(I) K[Au(CN)2] ist ein handelsübliches Produkt – es enthält 67–68 % Gold. Alkalisch-cyanidhaltige Goldelektrolyte kann man mit a) Goldanoden, b) Gold-Kupferanoden oder c) mit platinierten Titananoden betreiben. a) und b) sind im Elektrolyten löslich und müssen regelmäßig nachgefüllt werden, c) sind unlöslich. Es lassen sich Goldschichten abscheiden, aber auch Gold-Kupfer- und Gold-Silber-Legierungen.

## Neutrale Goldelektrolyte
Das Gold ist ebenfalls als Kaliumdicyanoaurat enthalten, aber der Elektrolyt enthält kein freies Cyanid. Es werden unlösliche Anoden verwendet (platiniertes Titan). Man kann mit solchen Elektrolyten relativ harte Gold-Kupfer-Schichten und Feingoldschichten für die Elektronik abscheiden.

## (schwach) Saure Goldelektrolyte
Das Gold ist als Kaliumdicyanoaurat enthalten. Ein typischer Elektrolyt enthält außerdem Cobalt oder Nickel und Zitronensäure. Anoden: Platiniertes Titan oder rostbeständiger Stahl. Es lassen sich glänzende, harte Goldlegierungsschichten abscheiden, die oft eine geringe Duktilität haben.

## Elektrolyte auf Basis von Kaliumtetracyanoaurat (stark saure Elektrolyte)
Das Gold ist in Form von dreiwertigem Kaliumtetracyanoaurat(III) enthalten (sogenannte stark saure Elektrolyte). Solche Elektrolyte eignen sich gut für sonst schwierig zu beschichtende Grundwerkstoffe wie Edelstahl. Niederschläge besitzen hohe innere Spannungen. Weil dieser Elektrolyttyp einen geringen Wirkungsgrad hat, scheidet man meistens nur eine dünne Schicht als Haftvermittler ab, und verstärkt die Schicht mit einem anderen Elektrolyttyp auf Basis des einwertigen Goldes.

## Goldsulfito-Elektrolyte
Das Gold ist als Alkaligoldsulfit enthalten. Solche Elektrolyte haben eine gute Streufähigkeit, d. h. die Schichtdicken sind an verschiedenen Stellen des Werkstücks relativ gleichmäßig. Außerdem haben die Goldschichten eine hohe Duktilität. Es lassen sich Reingold und verschiedene Goldlegierungsschichten abscheiden.

## Galvanisches Vergolden als Hightech-Verfahren
Wegen der hohen Kosten des Goldes und für spezielle Anforderungen der Elektronik- und der Halbleiter-Industrie wurden beim galvanischen Vergolden spezielle Verfahren entwickelt, die über die üblichen galvanotechnischen Verfahren (Trommel- und Gestelltechnik) hinausgehen: Im Rahmen der kontinuierlichen Bandgalvanisierung wurden die Elektrolyte in Richtung der Hochgeschwindigkeitsabscheidung optimiert. Durch hohe Goldgehalte im Elektrolyten, durch erhöhte Arbeitstemperaturen und durch extrem starke Elektrolytbewegungen (leistungsfähige Pumpen und spezielle Düsen) lassen sich Abscheideraten bis zu 2 µm/s erreichen. Einen wichtigen Beitrag zur Einsparung von Gold leistet die Technik der Selektivabscheidung. Dabei wird ein Metallband nicht komplett beschichtet, sondern nur dort, wo es erforderlich ist – die Stellen, wo keine Beschichtung erforderlich ist, werden in speziellen Galvanisierzellen beispielsweise durch Gummibänder abgedeckt. Eine weitere Möglichkeit zur wirtschaftlichen Erzeugung bestimmter Oberflächeneigenschaften besteht in der intelligenten Kombination zweier oder mehrerer Reinmetall- und Legierungsschichten – und dies in Verbindung mit der Selektivtechnik.